# Park Paderewskiego (przystanek kolejowy)
Park Paderewskiego – przystanek kolejowy na nieistniejącej linii Kolei Jabłonowskiej. 

## Opis
Przystanek zlokalizowany był w pobliżu dzisiejszego skrzyżowania alei Zielenieckiej z ul. Zamoyskiego. Początkowo przystanek nazywał się Rogatka Moskiewska, potem Kamionek, następnie Park Skaryszewski, a potem Park Paderewskiego. W czasie II wojny światowej został przemianowany na Ostpark, a następnie ponownie Park Paderewskiego i Park Skaryszewski.
Po spaleniu w 1915 drewnianego budynku z kasą biletową i poczekalnią przystanek został czasowo przeniesiony do budynku rogatek Grochowskich, skąd w latach 20. XX wieku przeniesiono go z powrotem na dawne miejsce, zmieniając nazwę z Kamionka na Park Skaryszewski.